# Castell d'Abenromà
El castell d'Abenromà, a les Coves de Vinromà va existir a la part més alta del turó on se situa la vila. Era d'origen musulmà. Avui es troba totalment en ruïnes, però entre d'elles es pot distingir llenços de muralla i algunes torres.

## Història
Conquerit per en Jaume I l'any 1233, fou donat pel tractat de Montalbà l'any 1235 a Blasco d'Alagón. Posteriorment fou confiscat i cedit el 1293 a l'Orde de Calatrava. Jaume II confiscà novament els béns de la Casa d'Alagón i els donà a l'Orde del Temple a canvi de Tortosa. Una volta extinta l'Orde, passà a l'Orde de Montesa l'any 1319.